# Американська адміністрація допомоги
Американська адміністрація допомоги, АРА (англ. American Relief Administration) — добродійна організація у США у 1919-1923 під керівництвом міністра торгівлі Герберта Гувера. Об'єднувала добродійні комітети США. Офіційним її завданням було подання допомоги європейським країнам, які постраждали під час першої світової війни. Використовувалася для зміцнення економічних і політичних позицій США.

## Історія
За Ризьким договором з РСФРР (20 серпня 1921) і Московським — з УРСР (10 січня 1922) АРА, вже як неурядова організація, у зв'язку з тяжким продовольчим становищем у низці районів була допущена на радянську територію, головним чином на Поволжя, в Катеринославську, Донецьку, Київську, Одеську, Харківську губернії та на Крим. Українське відділення АРА очолював професор Гатчинсон.
У 1921 до Москви прибув перший потяг з харчами, у вересні відкрилися перші їдальні АРА. Навесні 1922 АРА надавала допомогу голодуючим Удмуртії. 26 травня був організований Удмуртський обласний російсько-американський комітет допомоги дітям. Були сформовані й повітові комітети. У квітні до Іжевська прибуло понад норму 49 вагонів пшениці вагою 41 356,02 пудів. У травні доставлено зерна ячменю та вівса, 17 вагонів кукурудзи, рису та какао. У червні до Іжевська відправлено 25 вагонів манної крупи. Для голодуючих Удмуртії АРА виділила спочатку 24 000 дитячих та 34 000 дорослих пайків, які були розподілені за повітами. Так, до Глазовського повіту надійшло 6 600 пайків, у червні вони були направлені до волосних комітетів: Гиїнська волость отримала 450 дитячих та 510 дорослих пайків, Йожевська — 470 та 530 пайків відповідно, Святогорська — 220 та 280 пайків відповідно. АРА надавала пшеничне борошно, манну крупу, жир, какао, згущене молоко, цукор, взуття та мило. Лише у червні 1922 року діти Глазовського повіту отримали 1,8 тисяч пайків. Продукти харчування та взуття отримали також і жителі Сарапульського і Селтинського повітів. У липні 1922 року АРА виділила для Удмуртії 12 тисяч пайків, з яких дитячих — 10 тисяч, а також 985 пайків для лікарень. У Глазовському повіті було відкрито 50 їдалень АРА.
АРА запропонувала свою допомогу голодуючим України у листопаді 1921, однак спочатку відмовилася від укладання окремої угоди щодо розгортання своєї діяльності на території України з урядом УСРР: АРА вважала достатнім для цього договір, укладений 20 серпня 1921 з урядом РСФРР. Угода з урядом УСРР була підписана 10 січня 1922. Як і в Росії, основними видами допомоги мали бути речові та продовольчі пакунки, забезпечення харчування у спеціальних їдальнях та постачання ліками медичних установ.
Перешкодою своєчасному наданню допомоги стало рішення ЦК РКП(б) «не розширювати роботу АРА поза Поволжям». Українському уряду було заборонено проводити «підготовчі роботи для сприяння діяльності АРА в Україні». На початку 1922 основним видом допомоги голодуючим УСРР були продовольчі та речові пакунки, які розподілялися добродійним комітетом «Джойнт» (найбагатшим комітетом АРА) серед єврейського населення. Перші їдальні АРА, в яких харчувалися голодуючі незалежно від національності, почали діяти в Україні з квітня 1922. Від травня за сприяння уряду УСРР мережа цих їдалень почала розширюватися. До 15 серпня пайки АРА отримали 848 тисяч дітей і 800 тисяч дорослих, тобто 44% голодуючих.
Калорійність пайків становила 460 ккал на день. У жовтні 1922 АРА підписала з урядом УСРР новий договір. Калорійність пайків було збільшено до 660 ккал. Однак кількість голодуючих, які отримали допомогу, зменшилася. Це було спричинено, зокрема, виходом із складу АРА більшості організацій, які раніше були її членами.
За весь час діяльності АРА видала 180,9 млн пайків, ліків на суму понад 3 млн доларів, розподілила 400 тисяч продовольчих посилок вартістю по 10 доларів та 11 тисяч речових — вартістю по 20 доларів кожна. АРА відіграла важливу роль у рятуванні голодуючих УСРР. Розміри її продовольчої допомоги перевищували допомогу інших іноземних організацій та були більшими за допомогу уряду УСРР. Оскільки більшовики боялися, що апарат АРА використовуватиметься для підтримки контрреволюційних елементів і шпигунства, її діяльність у СРСР у червні 1923 року було припинено. Незабаром АРА перестала взагалі існувати.